# Sundance Film Festival 2023
Das 39. Sundance Film Festival fand vom 19. bis 29. Januar 2023 statt. Das 99 Langfilme umfassende Programm wurde am 7. Dezember 2022 vorgestellt. Bei dem elftägigen Festival waren neben diesen auch Kurzfilme und episodische Arbeiten zu sehen.
Zu Beginn des Filmfestivals wurde bekannt, dass auch Doug Limans Dokumentarfilmdebüt Justice über die Ermittlungen gegen Brett Kavanaugh, den späteren Richter am Obersten Gerichtshof der USA, dort seine Weltpremiere feiern sollte.

## Terminierung und Organisation
Beim von 19. bis zum 29. Januar 2023 stattfindenden Sundance Film Festival wurden neben Kinovorführungen ab dem 24. Januar auch Online-Vorführungen für das Publikum zu Hause geplant. An den letzten beiden Tagen wurden nochmals die Preisträgerfilme des Festivals vorgeführt. Das Festival stand unter der Leitung von Joana Vicente. Sie berichtete an Eugene Hernandez, der zuvor Leiter des New York Film Festivals war und ab 2024 die Leitung des Sundance Film Festivals übernimmt.

## Filmprogramm (Auswahl)

### U.S. Dramatic Competition
- The Accidental Getaway Driver von Sing J. Lee
- All Dirt Roads Taste of Salt von Raven Jackson
- Fair Play von Chloe Domont
- Fancy Dance von Erica Tremblay
- Magazine Dreams von Elijah Bynum
- Mutt von Vuk Lungulov-Klotz
- The Persian Version von Maryam Keshavarz
- Shortcomings von Randall Park
- Sometimes I Think About Dying von Rachel Lambert
- The Starling Girl von Laurel Parmet
- Theater Camp von Molly Gordon und Nick Lieberman
- A Thousand and One von A. V. Rockwell

### U.S. Documentary Competition
- AUM: The Cult at the End of the World von Ben Braun und Chiaki Yanagimoto
- Bad Press von Rebecca Landsberry-Baker und Joe Peeler
- Beyond Utopia von Madeleine Gavin
- The Disappearance of Shere Hite von Nicole Newnham
- Going to Mars: The Nikki Giovanni Project von Joe Brewster und Michèle Stephenson
- Going Varsity in Mariachi von Alejandra Vasquez und Sam Osborn
- Joonam von Sierra Urich
- Little Richard: I Am Everything von Lisa Cortés
- Nam June Paik: Moon is the Oldest TV von Amanda Kim
- A Still Small Voice von Luke Lorentzen
- The Stroll von Kristen Lovell und Zackary Drucker
- Victim/Suspect von Nancy Schwartzman

### World Cinema Dramatic Competition
- Animalia von Sofia Alaoui
- Bad Behaviour von Alice Englert
- Brujería (Sorcery) von Christopher Murray
- Georgie (Scrapper) von Charlotte Regan
- Girl von Adura Onashile
- Heroic von David Zonana
- Het smelt (When It Melts) von Veerle Baetens
- Mamacruz von Patricia Ortega
- Mami Wata von C.J. „Fiery“ Obasi
- La Pécera von Glorimar Marrero Sánchez
- Shayda von Noora Niasari
- Slow von Marija Kavtaradze

### World Cinema Documentary Competition
- 5 Seasons of Revolution von Lina
- 20 Days in Mariupol von Mstyslav Chernov
- Against the Tide von Sarvnik Kaur
- The Eternal Memory von Maite Alberdi
- Fantastic Machine von Axel Danielson und Maximilien Van Aertryck
- Iron Butterflies von Roman Liubyi
- Is There Anybody Out There? von Ella Glendining
- The Longest Goodbye von Ido Mizrahy
- Milisuthando von Milisuthando Bongela
- Pianoforte von Jakub Piątek
- Smoke Sauna Sisterhood von Anna Hints
- Twice Colonized von Lin Alluna

### Weitere Premieren
- Cassandro von Roger Ross Williams
- Cat Person von Susanna Fogel
- Deep Rising von Matthieu Rytz
- The Deepest Breath von Laura McGann
- Drift von Anthony Chen
- Earth Mama von Savanah Leaf
- Eileen von William Oldroyd
- Fairyland von Andrew Durham
- Flora and Son von John Carney
- Food and Country von Laura Gabbert
- Invisible Beauty von Bethann Hardison und Frédéric Tcheng
- It’s Only Life After All von Alexandria Bombach
- Jamojaya von Justin Chon
- Judy Blume Forever von Davina Pardo und Leah Wolchok
- Justice von Doug Liman
- Landscape with Invisible Hand von Cory Finley
- A Little Prayer von Angus MacLachlan
- Murder in Big Horn von Razelle Benally und Matthew Galkin
- Passages von Ira Sachs
- Past Lives von Celine Song
- Plan C von Tracy Droz Tragos
- The Pod Generation von Sophie Barthes
- Pretty Baby: Brooke Shields von Lana Wilson
- Radical von Christopher Zalla
- Rotting in the Sun von Sebastián Silva
- Rye Lane von Raine Allen-Miller
- Still: A Michael J. Fox Movie von Davis Guggenheim
- You Hurt My Feelings von Nicole Holofcener

### New Frontier
- A Common Sequence von Mary Helena Clark und Mike Gibisser
- Gush von Fox Maxy
- Last Things von Deborah Stratman

### Next
- Bravo, Burkina! von Walé Oyéjidé
- Divinity von Eddie Alcazar
- Fremont von Babak Jalali
- Kim’s Video von David Redmon und Ashley Sabin
- King Coal von Elaine McMillion Sheldon
- Kokomo City von D. Smith
- To Live And Die And Live von Qasim Basir
- The Tuba Thieves von Alison O’Daniel,
- Young. Wild. Free. von Thembi L. Banks

### Midnight
- birth/rebirth von Laura Moss
- In My Mother’s Skin von Kenneth Dagatan
- Infinity Pool von Brandon Cronenberg
- My Animal von Jacqueline Castel
- Onyx the Fortuitous and the Talisman of Souls von Andrew Bowser
- Polite Society von Nida Manzoor
- Run Rabbit Run von Daina Reid
- Talk to Me von Danny Philippou und Michael Philippou

### Spotlight
- Acht Berge (The Eight Mountains) von Felix Van Groeningen und Charlotte Vandermeersch
- Les enfants des autres (Other People’s Children) von Rebecca Zlotowski
- L’immensità – Meine fantastische Mutter (L’immensità) von Emanuele Crialese
- Joyland von Saim Sadiq
- Squaring the Circle (The Story of Hipgnosis) von Anton Corbijn

### Kids
- Aliens Abducted My Parents and Now I Feel Kinda Left Out von Jake Van Wagoner
- Blueback von Robert Connolly
- Maurice der Kater (The Amazing Maurice) von Toby Genkel

### Special Screenings
- Coda von Siân Heder
- Klondike von Maryna Er Horbatsch
- Nawalny (Navalny) von Daniel Roher
- Stephen Curry: Underrated von Peter Nicks
- Summer of Soul (…Or, When the Revolution Could Not Be Televised) von Ahmir “Questlove” Thompson

## Indie Episodic Program
- Chanshi, Regie: Mickey Triest und Aaron Geva
- The Night Logan Woke Up, Regie: Xavier Dolan
- Poacher, Regie: Richie Mehta
- Willie Nelson and Family, Regie: Thom Zimny und Oren Moverman[2]

## Jurymitglieder
| U.S. Documentary Jury - W. Kamau Bell - Ramona S. Diaz - Carla Gutiérrez World Cinema Documentary Jury - Karim Amer - Petra Costa - Alexander Nanau | U.S. Dramatic Jury - Jeremy O. Harris - Eliza Hittman - Marlee Matlin World Cinema Dramatic Jury - Shozo Ichiyama - Annemarie Jacir - Funa Maduka | Alfred P. Sloan Prize Jury - Heather Berlin - Jim Gaffigan - Mandë Holford - Shalini Kantayya - Lydia Dean Pilcher Next Juror - Madeleine Olnek |

## Prämierte Filme
Die Preisverleihung fand am 27. Januar 2023 statt.
- U.S. Grand Jury Prize: Documentary – Going to Mars: The Nikki Giovanni Project von Joe Brewster und Michèle Stephenson
- U.S. Grand Jury Prize: Dramatic – A Thousand and One von A. V. Rockwell
- World Cinema Grand Jury Prize: Documentary – The Eternal Memory
- World Cinema Grand Jury Prize: Dramatic – Georgie
- Audience Award: U.S. Documentary – Beyond Utopia von Madeleine Gavin
- Audience Award: U.S. Dramatic – The Persian Version von Maryam Keshavarz
- Audience Award: World Cinema Documentary – 20 Days in Mariupol von Mstyslav Chernov
- Audience Award: World Cinema Dramatic – Shayda von Noora Niasari
- Festival Favorite Award – Radical von Christopher Zalla
- Audience Award in der Sektion NEXT – Kokomo City
- Directing Award: U.S. Documentary – Luke Lorentzen für A Still Small Voice
- Directing Award: U.S. Dramatic – Sing J. Lee für The Accidental Getaway Driver
- Directing Award: World Cinema Documentary –
- Special Jury Prize World Cinema Documentary, Directing – Smoke Sauna Sisterhood von Anna Hints
- Special Jury Award, World Cinema Documentary Creative Vision – Fantastic Machine
- Special Jury Award, World Cinema Documentary Verité – Against the Tide
- Directing Award: World Cinema Dramatic – Marija Kavtaradze für Slow
- Special Jury Award World Cinema Dramatic, Cinematography: Lílis Soares für Mami Wata
- Special Jury Award World Cinema Dramatic, Best Performance: Rosa Marchant für Het smelt
- Special Jury Award World Cinema Dramatic, Creative Vision: Sofia Alaoui für Animalia
- Waldo Salt Screenwriting Award: U.S. Dramatic – Maryam Keshavarz für The Persian Version
- Alfred P. Sloan Feature Film Prize – The Pod Generation
- Jonathan Oppenheim Editing Award – Daniela I. Quiroz für Going Varsity in Mariachi
- Short Film Jury Award	International Fiction –
- Special Jury Award Acting im World Cinema Dramatic Competition –

## Weitere Auszeichnungen
- Alfred P. Sloan Feature Film Prize für Wissenschaft im Film: The Pod Generation von Sophie Barthes
- Sonder- und Ehrenpreise:
  - Sundance Institute | Variety Visionary Award: Ryan Coogler
  - Vanguard Award: W. Kamau Bell (Dokumentarfilm) und Nikyatu Jusu (Spielfilm)[9]